# 乐山碘泡虫
乐山碘泡虫（学名：Myxobolus leshanensis）为碘泡科碘泡虫属的动物。在中国，分布于四川等，营寄生生活，寄生在四川白甲鱼的肾。
其种加词“leshanensis”意为“四川乐山的”。